# Bularco
Bularco (in greco antico: Βούλαρχος?, Boularchos e in latino Bulārcus) (fl. VII secolo a.C.) è stato un pittore greco antico nel VII secolo a.C. il cui nome viene riportato da Plinio nella Naturalis historia in connessione con lo sviluppo della pittura policroma.
Originario della Grecia orientale è il pittore più antico di cui, grazie a Plinio, si conosca il soggetto di una delle opere: si tratta di una battaglia condotta da una popolazione che Plinio chiama Magneti e di cui non si hanno altre notizie. Questo dipinto (una tavola lignea) fu acquistato, riferisce Plinio, dal re di Lidia Candaule con tanto oro quanto era necessario per coprire la totalità della sua grande superficie (Nat. hist., XXXV, 55-56). Poiché il re Candaule morì intorno al 680 a.C. (Erodoto, I, 8-12) diviene problematica l'identificazione dell'opera con la distruzione di Magnesia al Meandro (Strabone, XIV, 647) alla quale altrimenti potrebbe condurre il passaggio di Plinio in cui, riferendosi allo stesso quadro, ne definisce il soggetto come la distruzione dei Magneti (Nat. hist., VII, 126), oppure, se si accetta l'identificazione del soggetto del quadro con quest'ultimo avvenimento occorre ipotizzare che Plinio confonda Candaule con un re della Lidia di epoca successiva. Inoltre Plinio aggiunge che l'invenzione della pittura (probabilmente riferendosi alla pittura policroma) doveva precedere di molto tali avvenimenti. Un'ulteriore incongruenza cronologica è il collegamento, nel libro XXXV, dell'episodio con l'epoca di Romolo, morto tradizionalmente nel 707 a.C.